# روبن آبراهامیان (سیاستمدار)
روبن تیگرانی آبراهامیان (ارمنی: Ռուբեն Տիգրանի Աբրահամյան؛ زادهٔ ۱۹۰۷ - درگذشته ۱۹۸۲) سیاستمدار اهل ارمنستان بود که از تاریخ ۱۹۵۴ تا تاریخ ۱۹۵۷ سمت وزارت کشاورزی ارمنستان را برعهده داشت.

## زندگی‌نامه
در ۱۹۰۷ در روستای دالی‌قارداش (ساروخان) به دنیا آمد و از دانشگاه ملی علوم کشاورزی ارمنستان (۱۹۳۵) فارغ‌التحصیل شد.  وی در ۱۹۸۲ در سن ۷۵ سالگی درگذشت.